# XMMS
X Multimedia System (XMMS) je plně otevřený hudební přehrávač, který funguje na velkém počtu Linuxových i čistě Unixových operačních systémech. Jeho předlohou byl oblíbený multimediálnímu přehrávači Winamp a může být vylepšen velkým počtem výkonných plugin modulů.

## Historie
XMMS byl původně vytvořen dvojicí programátorů Peterem Amlem a Mikaelem Almem jako X11Amp v listopadu 1997. Hlavním důvodem byl citelný nedostatek kvalitních MP3 přehrávačů pro Linux. Vývoj verze 1.2 byl ukončen v roce 2007. V roce 2002 Peter Alm založil kompletně přepracovanou verzi XMMS2, jejiíž poslední stabilní verze byla vydána v roce 2011 a lze ji stáhnout z oficiálních repozitářů většiny linuxových distribucí.

## Vlastnosti
XMMS podporuje mnoho audio a video formátů s tím, že další formáty mohou být doplněny plugin moduly:
- Audio CD – včetně CDDB
- libmikmod – formáty XM, MOD a IT
- MPEG – Layer 1,2 a 3 (také známý jako MP3)
- Vorbis
- WAV
- TTA – přes příslušný plugin modul
- WavPack – přes příslušný plugin modul
- speex – přes příslušný plugin modul
- FLAC – přes příslušný plugin modul ve FLAC knihovně
- AAC – přes příslušnou Faad2 knihovnu
- WMA – přes příslušný plugin modul